# Janina Domańska
Janina Domańska (ur. 1913, zm. 1995) – polska artystka, pisarka oraz ilustratorka książek dla dzieci.
Ukończyła studia na Akademii Sztuk Pięknych w Warszawie. W 1952 roku emigrowała z Polski do USA gdzie poślubiła pisarza Jerzego Laskowskiego. Autorka oraz ilustratorka bajek dla dzieci.
Napisała, zaadaptowała oraz przetłumaczyła w sumie 22 książki, które opatrzyła własnymi ilustracjami. Zilustrowała także 23 książki innych autorów. W 1972 roku jej książka "If All the Seas Were One Sea" została uhonorowana prestiżową nagrodą Caldecott. Wiele bajek, które ilustrowała nawiązywały do polskich bajek z dzieciństwa autorki w Polsce.

## Wybrana bibliografia
- "If All the Seas Were One" (1971),
- "King Krakus and the Dragon" (1979) Hardcover ISBN 978-0-688-80189-2 ISBN 0-688-80189-7,
- "Busy Monday Morning" (1985),
- "A Was an Angler" (1991),
- "The Trumpeter of Krakow" (1992)